# Elisabeth Blarer von Wartensee
Elisabeth Blarer von Wartensee (* 11. November 1644; heimatberechtigt in Rorschach, Fürstabtei St. Gallen; † 10. Januar 1741 ebenda) war Oberin des Kapuzinerinnenklosters in Rorschach.

## Leben
Elisabeth Blarer von Wartensee war die Tochter des Franz Wilhelm Blarer von Wartensee und der Elisabeth Betz aus Arenenberg. Sie trat 1691 in das Kapuzinerinnenkloster ein und legte im folgenden Jahr ihre Profess ab. Von 1709 bis 1720 war sie «Frau Mutter». Im zweiten Villmergerkrieg wurde das Kloster besetzt. Danach gelang es ihr durch «gute» Verwaltung und «ansehlichen» Gütererwerb nach einer Zeit der Teuerungen und der Wirren dem Kloster «zu neuer Blüte» zu verhelfen. Im Bereich der Ökonomie veranlasste sie grosse Neubauten.

## Belege
1. ↑  Christian Schweizer: Elisabeth Blarer von Wartensee. In: Historisches Lexikon der Schweiz.  4. November 2002.
2. ↑  Josef Reck: St. Scholastika, Kapuzinerinnen. In: Helvetia Sacra Band V/2. S. 1092–1093.

| Personendaten    | Personendaten                    |
| ---------------- | -------------------------------- |
| NAME             | Blarer von Wartensee, Elisabeth  |
| KURZBESCHREIBUNG | Oberin in Rorschach              |
| GEBURTSDATUM     | 11. November 1644                |
| STERBEDATUM      | 10. Januar 1741                  |
| STERBEORT        | Rorschach, Fürstabtei St. Gallen |